# Großeichen
Großeichen ist eine Hofschaft in Hückeswagen im Oberbergischen Kreis im Regierungsbezirk Köln in Nordrhein-Westfalen (Deutschland).

## Lage und Verkehrsanbindung
Großeichen liegt im südöstlichen Hückeswagen an der Grenze zu Wipperfürth. Nachbarorte sind Kleineichen, Mühlenberg, Hartkopsbever, Steinberg und Heide. Der Ort ist über eine Verbindungsstraße angebunden, die von der Kreisstraße K5 bei Kleineichen abzweigt und zum Wipperfürther Zentrum führt.

## Geschichte
1481 wurde der Ort das erste Mal in einer Spendenliste für den Marienaltar der Hückeswagener Kirche urkundlich erwähnt. Schreibweise der Erstnennung: Eycken. Die Karte Topographia Ducatus Montani aus dem Jahre 1715 zeigt einen Hof und bezeichnet diesen Hof mit Gr.eich.
Im 18. Jahrhundert gehörte der Ort zum bergischen Amt Bornefeld-Hückeswagen. 1815/16 lebten 32 Einwohner im Ort. 1832 gehörte Großeichen unter dem Namen Großeneichen der Berghauser Honschaft an, die ein Teil der Hückeswagener Außenbürgerschaft innerhalb der Bürgermeisterei Hückeswagen war. Der laut der Statistik und Topographie des Regierungsbezirks Düsseldorf als Weiler kategorisierte Ort besaß zu dieser Zeit fünf Wohnhäuser und fünf landwirtschaftliche Gebäude. Zu dieser Zeit lebten 52 Einwohner im Ort, 32 katholischen und 20 evangelischen Glaubens.
Im Gemeindelexikon für die Provinz Rheinland werden für 1885 zwei Wohnhäuser mit 20 Einwohnern angegeben. Der Ort gehörte zu dieser Zeit zur Landgemeinde Neuhückeswagen innerhalb des Kreises Lennep. 1895 besaß der Ort zwei Wohnhäuser mit 17 Einwohnern, 1905 ein Wohnhaus und sechs Einwohner.